# 亞當斯—奧尼斯條約

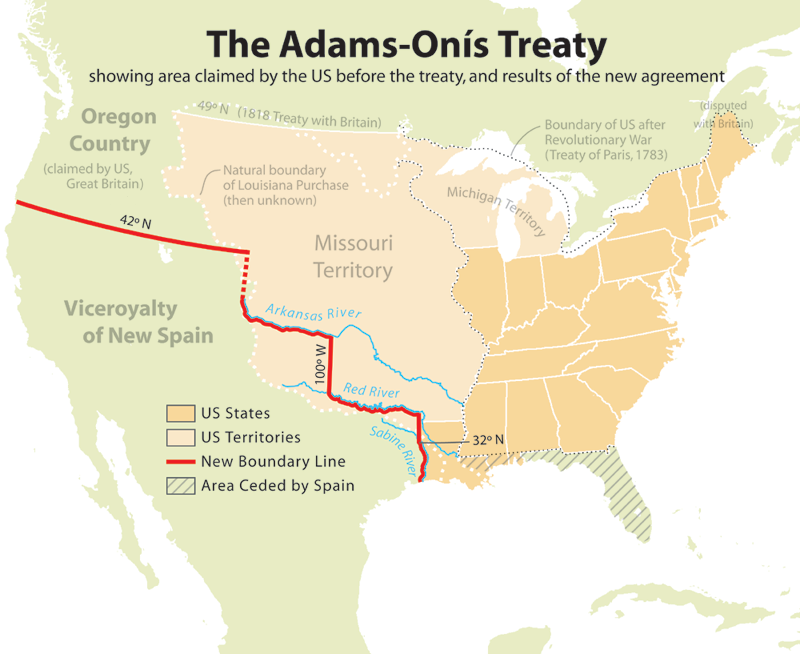
《亞當斯-奧尼斯條約》

《亞當斯-奧尼斯條約》又稱《橫貫大陸條約》或者是《佛羅里達州條約》，是1819年時的美國和西班牙簽署的條約，其中西班牙決定把佛羅里達州賣給美國並和美國訂出與新西班牙總督轄區的邊界。條約解決了兩國之間存在的邊界爭端，且被認為是美國外交的勝利。簽署的原因在於西班牙當時和北美地區的領土邊界問題不斷增加，除了當時美國和英國剛結束美國獨立戰爭外，拉丁美洲獨立戰爭也緊接著爆發。由於西班牙方面沒有能力派人定居或者駐軍佛羅里達州，使得該地成為自身殖民統治的負擔。
西班牙最終決定簽署《亞當斯-奧尼斯條約》而割讓領土給美國，以換取西屬德克薩斯沿著沙賓河有著穩定的邊界。這個條約則以500萬美元確立了美國領土的邊界，並且該分界則通過落基山脈至部太平洋西岸地區；另外美國還放棄在西班牙德克薩斯州部分的領土，以及在沙賓河西邊的西班牙殖民地的其他領地也歸還給西班牙政府。

## 延伸閱讀
- Bailey, Hugh C.,  (PDF), Florida Historical Quarterly, 1956, 35 (1): 17–29  [2015-02-21], ISSN 0015-4113, （原始内容存档 (PDF)于2008-12-04）.
- Bemis, Samuel Flagg, , New York: A. A. Knopf, 1949, the standard history.
- Brooks, Philip Coolidge. Diplomacy and the borderlands: the Adams–Onís Treaty of 1819 (1939)
- Weeks, William E., , Lexington: University Press of Kentucky, 1992, ISBN 0-8131-9058-4.

## 外部連結
- Avalon Project – Treaty Text
- Text of the Adams–Onís Treaty
- Encyclopedia of Oklahoma History and Culture – Adams–Onís Treaty